# تامی دورفمن
تامی دورفمن (به انگلیسی: Tommy Dorfman) (زاده ۱۳ مهٔ ۱۹۹۲) بازیگر آمریکایی است.
او در ژوئیه ۲۰۲۱ آشکار کرد که یک زن ترنس است.

## فیلم‌شناسی

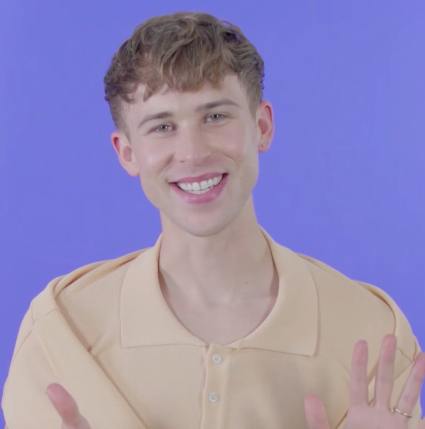
تامی دورفمن

فهرست برخی از فیلم‌ها و مجموعه‌های تلویزیونی که تامی دورفمن در آن‌ها به ایفای نقش پرداخته‌است:
- ۱۳ دلیل برای اینکه
- جین باکره
- تسکین‌ناپذیر
- با عشق، ویکتور